# Wellfleet (Massachusetts)
Wellfleet es un pueblo ubicado en el condado de Barnstable en el estado estadounidense de Massachusetts. En el Censo de 2010 tenía una población de 2.750 habitantes y una densidad poblacional de 29,98 personas por km².

## Geografía
Wellfleet se encuentra ubicado en las coordenadas 41°55′1″N 70°1′33″O / 41.91694, -70.02583. Según la Oficina del Censo de los Estados Unidos, Wellfleet tiene una superficie total de 91.72 km², de la cual 51.26 km² corresponden a tierra firme y (44.11%) 40.46 km² es agua.

## Demografía
Según el censo de 2010, había 2.750 personas residiendo en Wellfleet. La densidad de población era de 29,98 hab./km². De los 2.750 habitantes, Wellfleet estaba compuesto por el 96.95% blancos, el 0.8% eran afroamericanos, el 0.25% eran amerindios, el 0.47% eran asiáticos, el 0% eran isleños del Pacífico, el 0.55% eran de otras razas y el 0.98% pertenecían a dos o más razas. Del total de la población el 1.49% eran hispanos o latinos de cualquier raza.